# 夏侯存
| 姓名         | 夏侯存           |
| 出身地       | -                |
| 職官         | 将（曹仁の部将） |
| 所属・陣営等 | 曹操             |
| 家族・一族   | -                |

夏侯 存（かこう そん）は、中国の通俗歴史小説『三国志演義』に登場する架空の武将。
曹仁の部将として登場する。関羽の樊城襲撃時に、満寵が篭城を主張するのに対し、夏侯存は迎撃を主張する。結果、曹仁は夏侯存の意見を取りいれ樊城に迫った関羽の軍勢に挑む。しかし、関羽の前に曹仁は大敗し、夏侯存は関羽の一刀の下にあっけなく斃されてしまう。
横山光輝の漫画『三国志』では、夏侯存は関羽の子関平に討たれている。なお、『演義』で関平が討ち取ったのは、夏侯存の同僚翟元である（横山『三国志』では廖化が翟元を斬っている）。